# 진가
진가(眞可, ?~?)는 백제 고이왕 때의 대신으로 대성팔족 중의 하나인 진(眞)씨 출신 귀족이다.

## 생애
260년(고이왕 27) 고이왕은 정치 체제 개혁의 일환으로 16관등을 새로이 설치하였다. 이듬해인 261년(고이왕 28) 진가는 6좌평 중의 하나인 내두좌평(內頭佐平)에 최초로 임명되어 국가의 재정 문제를 관장하였다.